# وزارة الأمن العام (فيتنام)
وزارة الأمن العام (بالفيتنامية:  Bộ Công an)‏ هي وكالة عامة وإحدى أكبر وزارات حكومة فيتنام، تؤدي وظيفة إدارة الدولة للأمن والنظام والسلامة الاجتماعية؛ ومكافحة التجسس؛ والتحقيق في منع الجريمة؛ والوقاية من الحرائق والإنقاذ؛ وتنفيذ الأحكام الجنائية، وإنفاذ الأحكام التي لا تخضع للسجن أو الاحتجاز أو الاحتجاز المؤقت؛ والحماية القانونية والدعم؛ وإدارة الدولة للخدمات العامة في القطاعات والمجالات الخاضعة لإدارة الدولة للوزارة. ويرأسها وزير الأمن العام.
وزارة الأمن العام هي الوكالة التي تدير الأمن العام الشعبي في فيتنام، وقوات الشرطة الفيتنامية الموحدة - بينما تكون مسؤولة أيضًا عن الإدارة المدنية المحلية، على غرار دور وزارة الداخلية القياسية (ومع ذلك، لا ينبغي الخلط بينها وبين وزارة الشؤون الداخلية في فيتنام).
العقيد الجنرال لونغ تام كوانغ هو الرئيس الحالي للشرطة الفيتنامية.